# Муртазин, Валиулла Гайназарович
Муртазин-Иманский (Мортазин) Валиулла Гайназарович (баш. Мортазин Вәлиулла Ғәйнаҙар улы, 4 декабря 1885 — 10 июля 1938) — театральный деятель, теоретик театра, основатель башкирского национального театра, народный артист Башкирской АССР (1922). Заслуженный артист РСФСР (1935).

## Биография
Муртазин-Иманский (Мортазин) Валиулла Гайназарович родился 4 декабря 1885 года в деревне Имангулово Мурапталовской волости Оренбургского уезда Оренбургской губернии, ныне — Октябрьского района Оренбургской области. По национальности башкир.
В 1905 году поступил на работу актёром в театральную труппу передвижного театра татарского музыканта и театрального деятеля мурзы Ильяс-бека Батыргареевича Кудашева-Ашказарского.
Принимал активное участие в создании первой татарской профессиональной труппы «Сайяр». С 1907 года работал в этой труппе. В 1912—1915 годах — в труппе первой татарской актрисы С. Г. Гизатуллиной-Волжской «Нур» (Луч), базировавшейся в Уфе и гастролировавшей в Казани и Оренбурге.
В 1915 году создал вместе с М. Мутиным антрепризу «Ширкэт» в Оренбурге, которая в 1917 году была преобразована в «Театр Муртазина-Иманского» при Культпросветкомиссии Башкирского правительства, а к 1920 году — в Мусульманскую труппу при политотделе 1-й Революционной Армии.
В 1919 году сформировал государственную театральную труппу — 1-й Башкирский государственный театр драмы в Стерлитамаке (современный Башкирский академический театр драмы им. М.Гафури), где работал актёром, режиссёром-постановщиком, был директором и художественным руководителем.
В 1919—1937 годах входил в правительство БАССР, был заведующим Художественным отделом Башнаркомпроса, начальником управления театрально-зрелищными предприятиями БНКП, начальником Управления по делам искусств при СНК БАССР.
Народный артист Башкирской АССР (1922 г.), заслуженный артист РСФСР (1935 г.).
Арестован 21 октября 1937 года. Приговорён по обвинениям по статье 58, частям 58-2, 58-8, 58-11 к высшей мере наказания. Расстрелян 10 июля 1938 года. Реабилитирован 26 июля 1957 года.

## Система Иманского
В начале 1920-х годов в театральном искусстве Башкортостана складывается театральная система Иманского. Принципы этой системы на практике были реализованы в работе Башкирского передвижного театра.
Система Иманского представляет собой театральный метод, представляющий собой синтез последовательного реализма, экспрессионизма и конструктивизма. Иманским было создано учение о художественном ансамбле как театрально-сценическом отражении народного обряда. Учение Иманского развивали в теории и на практике З. Игдавлетов, Г.Мингажева, Б.Юсуповой, Г.Альмухаметова, Ф.Гаскарова.
Системой Иманского с его теоретическими основами руководствовались в Сибайском театре драмы, позже — в Салаватском драматическом театре.
Система Иманского отличалась от системы Станиславского и генеральной линии партии в искусстве, поэтому в начале 1930-х годов в Башкортостане предпринимаются акции на нейтрализацию системы и ликвидацию национальных особенностей театральной культуры Башкортостана. В 1931 году Башкирский обком ВКП(б) принял «Резолюцию о развитии башкирского национального театра». Резолюция указала на необходимость придерживаться «пролетарской классовой линии» в искусстве Башкортостана и бороться с реакционно-националистическими тенденциями.
Результат такой борьбы обернулся унификацией театрального творчества, искоренением самобытных форм национального театра. Театры стали руководствоваться эстетическими доктринами А. Я. Таирова, В. Э. Мейерхольда и в основном К. С. Станиславского. Проводником этих доктрин становится реформатор башкирского театра М. А. Магадеев. Башкирский театр перешёл на метод социалистического реализма. Театральные теоретики подверглись репрессиям.

## Роли в спектаклях
Мортазин сыграл в театрах более 500 ролей:
Роли Альмансура (одноим.трагедия Г.Гейне), Фердинанд («Коварство и любовь»), Карл и Франц Мооры («Разбойники», обе — Ф.Шиллера), Хлестаков («Ревизор» Н. В. Гоголя), Альмансур (одноим. трагедия Г.Гейне в пер. С.Сюнчелея), Егор Булычёв («Егор Булычёв и другие» А. М. Горького); Салават Юлаев в одноим. произв. Ф.Сулейманова (см. Инан) и Д.Юлтыя, в собств. трагедии того же назв., в драме К.Тренёва «Пугачёвщина» в собств. ред.; Юмагул («Ашкадар» М.Бурангулова), Юлдыкай («Ынйыкай и Юлдыкай» Х.Габитова), Иблис (собст. инсценировка сатирич. поэмы Ш.Бабича «Газазил»).
Как режиссёр он ставил спектакли в антрепризах «Сайяр», «Нур», «Ширкэт» по пьесам Г.Исхаки, Г.Камала, Ф.Амирхана, С.Рамиева, Ф.Сайфи-Казанлы и др.
Поставил спектакли: «Неравные» Ф. Амирхана (1915 г.), мелодраму «Галиябану» М.Файзи, «Учительница» Г. Исхаки (оба в 1917 г.), инсценировал поэму Бабича «Газазил» и др.

## Награды и премии
- Заслуженный артист РСФСР (1935).
- Народный артист Башкирской АССР (1922).